# Dhawee Umponmaha
Dhawee Umponmaha (in thai: ทวี อัมพรมหา; 15 novembre 1959) è un ex pugile thailandese.

## Palmarès

### Olimpiadi
- 1 medaglia:
  - 1 argento (Los Angeles 1984 nei pesi superleggeri)

### Giochi asiatici
- 1 medaglia:
  - 1 argento (Delhi 1982 nei pesi superleggeri)

### Campionati asiatici dilettanti
- 1 medaglia:
  - 1 argento (Seul 1982 nei pesi superleggeri)

### Giochi del Sud-est asiatico
- 1 medaglia:
  - 1 oro (Singapore 1983 nei pesi superleggeri)